# Alessandra Petrucci (accademica)
Alessandra Petrucci (Milano, 10 marzo 1962) è una statistica italiana.
Professoressa ordinaria di Statistica sociale dal 2015, è rettrice dell'Università di Firenze dal 1º settembre 2021 per il periodo 2021-2027.

## Studi e carriera accademica
Alessandra Petrucci si è laureata in Ingegneria civile - idraulica all'Università degli Studi di Firenze nel 1988. Qui ha conseguito anche il titolo di dottore di ricerca in Statistica applicata, lavorando successivamente come borsista presso il Dipartimento di Statistica "Giuseppe Parenti". Nel 1997 è diventata ricercatrice nel settore scientifico-disciplinare Statistica (SECS-S/01) e dal 2012 professoressa associata per la stessa disciplina. Dal 2015 è professoressa ordinaria.
Nell'Università di Firenze ha ricoperto numerosi incarichi: è stata membro del Consiglio di Amministrazione dell'Ateneo (2013-2016), direttrice del Dipartimento di Statistica, Informatica, Applicazioni “Giuseppe Parenti” e membro del Senato Accademico (2016-2020).
A livello nazionale, è stata componente del Consiglio Universitario Nazionale (CUN) per l’area delle Scienze economiche e statistiche per sette anni fino al 2014. Ha ricoperto, quindi, l’incarico di presidente della Conferenza dei direttori dei Dipartimenti delle Scienze economiche e statistiche nel biennio 2019-2020 e di presidente del Comitato consultivo dell'ANVUR dal 2016 al 2020.
È stata eletta nella giunta della Conferenza dei rettori delle Università Italiane (CRUI) nell’assemblea del 17 febbraio 2022.